# Кіласонія Георгій Тамазович
Георгій Тамазович Кіласонія (груз. გიორგი თამაზის ძე კილასონია; нар. 9 вересня 1968, Руставі, Грузинська РСР) — радянський та грузинський футболіст, нападник та півзахисник.

## Клубна кар'єра
Георгій Кіласонія розпочав свою футбольну кар'єру в 1987 році в клубі «Металург» (Руставі) з Другої ліги чемпіонату СРСР, де роком раніше розпочав свою кар'єру й Варлам Кіласонія, старший брат Георгія. У 1990 році разом з «Металургом» дебютував у новоствореній вищій лізі грузинського чемпіонату. Кольори «Металурга» захищав до 1995 року, коли переїхав до Росії, де приєднався до Варлама в клубі Другого дивізіону «Локомотив» із Санкт-Петербурга. За підсумками цього сезону «Локомотив» з братами Кіласонія в складі виборов путівку до Першого дивізіону. У Першому дивізіоні дебютував 10 квітня 1996 року в програному (0:1) домашньому поєдинку 2-го туру проти ярославльського «Шинника». Георгій вийшов на поле в стартовому складі та відіграв увесь матч. Дебютним голом у футболці санкт-петербурзького колективу відзначився вже в наступному 3-му турі, 16 квітня 1996 року на 55-ій хвилині (реалізував пенальті) нічийного (2:2) домашнього поєдинку проти ставропольського «Динамо». Кіласонія вийшов на поле в стартовому складі та відіграв увесь матч. У складі «Локомотива» в чемпіонатах Росії зіграв 50 матчів та відзначився 22-ма голами, ще 1 поєдинок провів у кубку Росії.
У 1997 році разом з братом перейшов у «Дніпро» з Дніпропетровська, який виступав у Вищій лізі України. Дебютував у футболці «дніпрян» 6 березня 1997 року в переможному (3:0) домашньому поєдинку 1/2 фіналу кубку України проти запорізького «Металурга». Георгій вийшов на поле в стартовому складі, а на 78-й хвилині його замінив Володимир Гащин.
Дебютував у складі «дніпрян» у Вищій лізі 15 березня 1997 року в переможному (3:1) виїзному поєдинку 17-го туру проти запорізького «Торпедо». Кіласонія вийшов на поле в стартовому складі та відіграв увесь матч. У складі «Дніпра» в чемпіонаті України зіграв 19 матчів та відзначився 3-ма голами, ще 5 поєдинків провів у кубку України та 3 — у єврокубках. У середині серпня 1997 року зіграв 1 поєдинок у футболці друголігового фарм-клубу «дніпрян», «Дніпрі-2».
У 1998 році шляхи братів Кіласонія розійшлися: Варлам — перейшов до краснодарської «Кубані», а Георгій — повернувся на батьківщину, де підписав контракт з «Самгуралі». У складі цього клубу виступав до 1999 року, після цього вже разом з братом захищав кольори «Горди» (Руставі). З 2000 по 2001 роки брати Кілвсонія виступали в азербайджанському клубі «Туран». Після цього Георгій залишився в Азербайджані, де з 2001 по 2002 рік виступав у футболці гранда місцевого футболу, бакинському «Нефтчі», а Варлам повертається на батьківщину, де стає гравцем «Горди». Сезон 2002/03 років став останнім у професійній кар'єрі обох братів. Напередодні його початку Георгій повертається до «Горди», де витупає до 2003 році. По завершенні цього сезону Варлам завершив кар'єру професіонального футболіста, а Георгій перейшов до столичного «Амері». Там надовго не затримався й у 2004 році був гравцем рідного «Руставі». З 2004 по 2005 рік виступав у складі іншого грузинського клубу, «Сіоні». У 2005 році завершив ігрову кар'єру.

## Кар'єра в збірній
2 липня 1991 р. дебютував у футболці національної збірної Грузії в переможному (2:4) виїзному неофіційному товариському поєдинку проти збірної Молдавської РСР. Георгій вийшов на поле в стартовому складі та відіграв увесь матч. На офіційному рівні в складі головної команди Грузії дебютував 7 червня 1995 року в переможному (1:0) виїзному поєдинку 7-ї групи кваліфікації Чемпіонату Європи 1996 проти Уельсу. Кіласонія вийшов на поле на 86-й хвилині, замінивши Шоту Арвеладзе. У тому відбірному циклі зіграв ще 2 поєдинки (проти Німеччини та Болгарії). Після цього до складу збірної Грузії більше не викликався.